# К-561 «Казань»
К-561 «Казань» — российская многоцелевая атомная подводная лодка 4-го поколения, второй корабль проекта 885М «Ясень-М» и вторая атомная подлодка, носящая имя столицы Татарстана.
Построена по модернизированному проекту 885М (08851) «Ясень-М». Подводная лодка зачислена в состав 11-й «противоавианосной» дивизии подводных лодок Северного флота.
Командующий Северным флотом вице-адмирал Александр Алексеевич Моисеев 9 декабря 2020 года заявил что в конце 2020 года планируется завершение государственных испытаний атомного подводного крейсера «Казань».

## История строительства

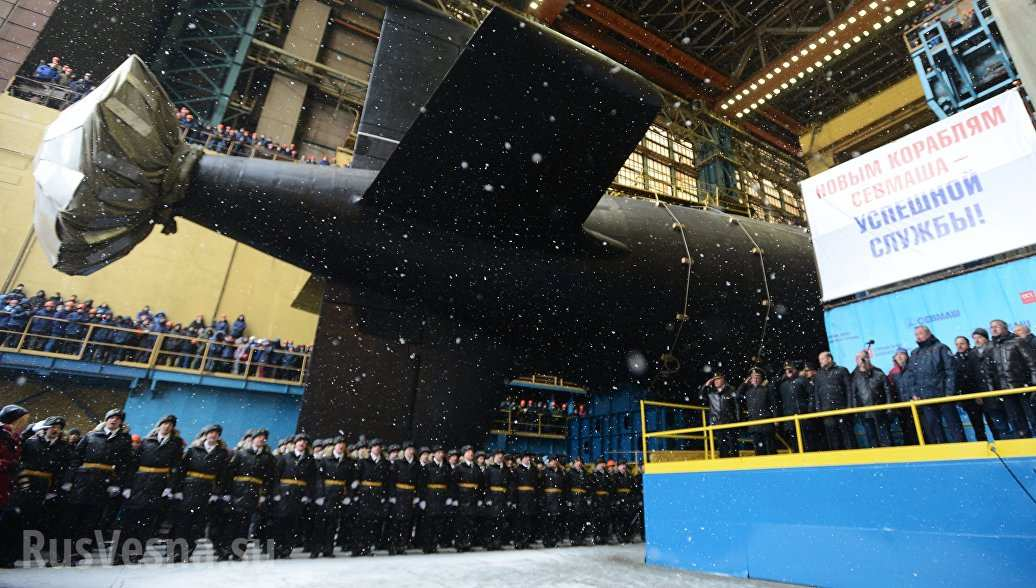
Церемония спуска на воду, 31 марта 2017 года

Атомный подводный крейсер «Казань» заложен на ОАО «ПО „Северное машиностроительное предприятие“» в городе Северодвинск 24 июля 2009 года.
Строительство К-561 «Казань» велось по модернизированному проекту 885М (08851) «Ясень-М» с установкой обновлённого оборудования, усиленным ракетным вооружением, оптимизированными обводами корпуса, уменьшением уровня шумности. Также, по словам представителей предприятия, на лодке не устанавливалось оборудование из стран бывшего СССР — новый корабль строился силами исключительно российских предприятий. На начало 2016 года, К-561 «Казань» уже прошёл гидравлические испытания, далее начаты электромонтажные работы. По словам Будниченко, «Строительство АПЛ К-561 „Казань“ идёт в соответствии с генеральным графиком, утверждённым заместителем министра обороны России Юрием Борисовым».
Спущена на воду 31 марта 2017 года. Начало испытаний подлодки было запланировано на 2017 год. 25 сентября 2018 года вышла на заводские ходовые испытания.
Передача подлодки флоту первоначально была запланирована на 2019 год. Однако в мае 2019 года было официально объявлено, что не будет сдана Военно-морскому флоту России в 2019 году из-за необходимости доработки вспомогательных систем, не отвечающих требованиям Минобороны. Сообщалось, что на это может уйти весь 2020 год и «Севмаш» передаст корабль Министерству обороны только в конце 2020 года. Передана ВМФ России 7 мая 2021 года. АПЛ 30 мая 2021 года вышла из г. Северодвинск к месту службы в базу Западная Лица.
Есть информация, что задержка со сдачей в эксплуатацию «Казани» была связана с подготовкой, доработкой и адаптацией пусковых ракетных установок АПЛ для запуска с неё новейших гиперзвуковых ракет 3M22 «Циркон». Ранее корабль планировался под ракеты «Калибр».

### Предполагаемые технические характеристики
Технические параметры «Казани» и всего проекта «Ясень-М» (он же 08851, он же 855М) держатся в строгом секрете, однако в июне 2019 года эксперт-аналитик Разведывательного управления Министерства обороны США Кристофер Карлсон (Christopher Carlson) опубликовал сравнительный анализ подводных лодок «Казань» проекта «Ясень-М» и «Северодвинск» проекта «Ясень». По его сведениям, источники которых не раскрываются, подводная лодка «Казань» проекта «Ясень-М» короче АПЛ «Северодвинск» на 8,3—9,0 м. Итоговая длина АПЛ «Казань» проекта «Ясень-М» 130 метров, что на 9 метров меньше, чем АПЛ «Северодвинск» проекта «Ясень», наибольшая длина которой 139 метров. При этом, по имеющимся данным из открытых источников, уменьшены экипажный отсек (на 4 м), реакторный отсек (0,8—1,5 м), носовой отсек (примерно 3,5 м). Вооружение осталось прежним. По словам американского разведчика вместо гидроакустического комплекса МГК-600Б «Иртыш-Амфора» установили два модернизированных. Новые гидроакустические комплексы похожи на «Лиру», установленную на ДЭПЛ «Лада». Они имеют не сферическую, а изогнутую форму, которая занимает меньше места, это даёт лучшую поисковую способность подлодки.

## История службы
К-561 входит в состав 11-й дивизии подводных лодок Северного флота с базированием на Западную Лицу. 25 июля 2021 года «Казань» приняла участие в военно-морском параде в честь Дня Военно-Морского Флота на рейде Североморска.
20 мая 2022 года К-561 успешно совершила погружение на максимальную глубину в ходе специальных учений в обеспечении отряда кораблей во главе с БПК «Североморск». 4 апреля 2024 года К-561 произвела успешную практическую стрельбу ракетой «Калибр» по полигону Чижа в Архангельской области.
В июне 2024 года «Казань» в рамках военно-морских учений в составе отряда кораблей посетила Кубу. В июле 2024 года планировалось участие «Казани» вместе с Б-448 «Тамбов» в военно-морском параде в честь Дня Военно-Морского Флота на рейде Кронштадта.

## Командиры
- 2016–2022 капитан 1-го ранга Александр Анатольевич Бекетов
- 2022 – н. в. капитан 1-го ранга Вячеслав А. Самойлов